# Santiago Martínez-Vares
Santiago Martínez-Vares García (Santander, 1942) es un jurista español. Magistrado del Tribunal Supremo desde 2003, es desde 2013 magistrado del Tribunal Constitucional de España.

## Biografía
Licenciado en Derecho en 1964 por la Universidad de Zaragoza, ingresó en 1968 en la carrera judicial. Ejerció de juez entre los años 1969 y 1974 en los partidos judiciales de Fregenal de la Sierra, Vergara y Calahorra. En 1974 superó la oposición de magistrado del orden jurisdiccional contencioso-administrativo y ocupó plaza en la Audiencia Territorial de Sevilla (1974-1989) y posteriormente en el Tribunal Superior de Justicia de Andalucía (1989-2003), donde fue presidente de la Sala de lo Contencioso-Administrativo durante ocho años. Alcanzó la condición de magistrado del Tribunal Supremo en 2003.
Ha sido miembro de la Asociación Profesional de la Magistratura (APM), organización en la que ha sido miembro de la Comisión Permanente y del Comité Ejecutivo, vicepresidente (1991-97) y presidente (1997-2001) de la misma. También es patrón de la Fundación Justicia en el Mundo de la Unión Internacional de Magistrados y ha sido colaborador de la conservadora Fundación para el Análisis y los Estudios Sociales (FAES). También forma parte de la Real Academia de Jurisprudencia y Legislación de Sevilla.
En el ámbito de la docencia ha estado durante 30 años preparador de oposiciones en las carreras judicial y fiscal, así como en los cuerpos superiores de las administraciones públicas. Ha colaborado en tareas universitarias en el ámbito de su especialidad. También ha sido miembro del consejo editorial y colaborador de diversas revistas especializadas como la Revista Andaluza de Administración Pública o la Revista de Jurisdicción Contencioso Administrativa de la editorial EDERSA.
Fue nombrado magistrado del Tribunal Constitucional de España en 2013 a propuesta del Consejo General del Poder Judicial. Tomó posesión del cargo el día 13 de junio.

## Distinciones
- Caballero de la Orden de San Raimundo de Peñafort, primera clase (1983)
- Caballero de la Orden del Mérito Civil (2000)
- Caballero de la Orden de San Raimundo de Peñafort, cruz de honor (2003)
- Orden del Mérito Militar, cruz con distintivo blanco (2003)

### Premios
- Premio Jurídico ABC BBVA (2013)